# Thomomys umbrinus
Thomomys umbrinus är en däggdjursart som först beskrevs av Richardson 1829.  Thomomys umbrinus ingår i släktet Thomomys och familjen kindpåsråttor. IUCN kategoriserar arten globalt som livskraftig. Inga underarter finns listade i Catalogue of Life. Wilson & Reeder (2005) skiljer mellan 25 underarter. 

## Utseende
Vuxna exemplar är 11,5 till 15,5 cm långa (huvud och bål), har en 4,3 till 7,6 cm lång svans och väger 80 till 175 g. Bakfötterna är 2,3 till 2,9 cm långa. De flesta exemplar har mörkbrun päls på ovansidan, ofta med glänsande blå inslag på bålens sidor. Typiskt är en svartaktig längsgående strimma på ryggens topp. Undersidans päls är ljusbrun. Honans ett par spenar ligger på bröstet. I delar av utbredningsområdet lever även Thomomys bottae som allmänt är större och ljusare. Dessutom har honor av Thomomys bottae två par spenar.

## Utbredning
Denna gnagare förekommer med flera från varandra skilda populationer i Mexiko samt Arizona och New Mexico (USA). Arten lever i låglandet och i bergstrakter. Habitatet varierar mellan öknar, halvöknar, buskskogar, öppna landskap med träd och bergsängar.

## Ekologi
Thomomys umbrinus gräver underjordiska tunnelsystem och den är hela året aktiv. Under vintern kan boet ligga i snötäcket ovanpå markytan. Födan utgörs främst av underjordiska växtdelar samt av växtdelar som hittas på markytan. Vanligen förekommer fler honor i samma region än hanar. Parningstiden är beroende på population. I Arizona sker parningen under senvintern eller under våren. Per kull föds vanligen 4 eller 5 ungar och mera sällsynt 8 till 10 ungar. De flesta individer dör innan de blir könsmogna. De jagas bland annat av ugglor, rovfåglar, ormar, nordamerikansk grävling, rödlo och prärievarg. Enstaka individer blir 2 eller 3 år gamla.